# Moraea venenata
Moraea venenata är en irisväxtart som beskrevs av Moritz Kurt Dinter. Moraea venenata ingår i släktet Moraea och familjen irisväxter. Inga underarter finns listade i Catalogue of Life.